# Yeux de purification
 (janvier 2023).

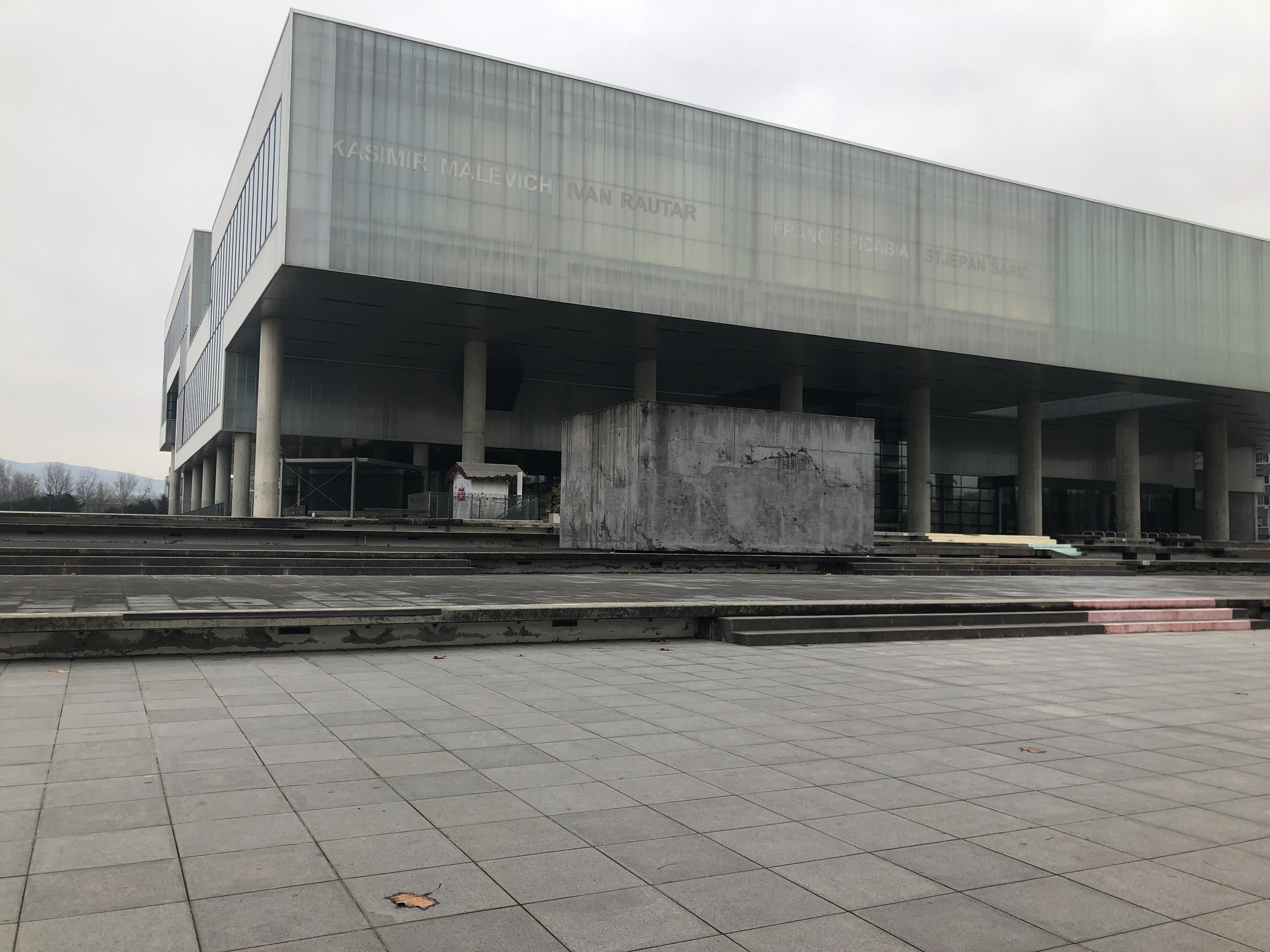
L'installation Yeux de purification devant le Musée d'art contemporain de Zagreb

Yeux de purification est une installation artistique extérieure conçue par l'artiste polonais Mirosław Bałka  en 2009 et exposée à l'entrée sud du Musée d'art contemporain de Zagreb  .

## Description
Dans cette installation artistique, l'artiste pense au visiteur du musée accablé par le bruit et la nervosité des routes à l'extérieur et lui offre un espace de méditation privé où le visiteur peut y entrer et en faire un lieu personnel de réflexion et de solitude. Le toit a deux ouvertures (une sorte de yeux) laissant entrer la lumière et l'eau dans l'espace sombre et clos. La circulation ininterrompue de l'eau, l'alternance de la lumière et de l'obscurité, peut être vécue comme une ode au cycle de la vie et de la mort  .